# Agências Governamentais da Suécia
Uma agência governamental (em sueco: förvaltningsmyndighet ou ämbetsverk) é uma organização permanente vinculada ao governo, ao parlamento ou a um ministério, e que é responsável pela supervisão e administração de funções específicas do estado.

Há uma grande variedade de agências governamentais na Suécia (em sueco: Sveriges myndigheter).
O Instituto Nacional de Estatística da Suécia (em sueco: Statistiska centralbyrån) tem um registo (em sueco: Myndighetsregistret) com 450 agências governamentais.  

| Tipos de agências                                                        | Nº de agências |
| ------------------------------------------------------------------------ | -------------- |
| Autoridades administrativas do estado Statliga förvaltningsmyndigheter   | 245            |
| Autoridades vinculadas ao Parlamento Myndigheter under riksdagen         | 4              |
| Agências estatais de negócios Statliga affärsverk                        | 3              |
| Fundos de pensões AP-fonder                                              | 6              |
| Tribunais e autoridade judiciária Sveriges domstolar samt Domstolsverket | 85             |
| Autoridades suecas no estrangeiro Svenska utlandsmyndigheter             | 106            |

## Algumas agências governamentais
| Agência governamental                                            | Nome                                                     | Localização        |
| ---------------------------------------------------------------- | -------------------------------------------------------- | ------------------ |
| Academia Real das Artes                                          | Akademien för de fria konsterna                          | Estocolmo          |
| Administração Marítima da Suécia                                 | Sjöfartsverket                                           | Norrköping         |
| Autoridade Nacional da Herança Cultural                          | Riksantikvarieämbetet                                    | Estocolmo          |
| Agência Nacional da Segurança Social                             | Försäkringskassan                                        | Estocolmo          |
| Agência Nacional das Migrações                                   | Migrationsverket                                         | Norrköping         |
| Agência Nacional dos Impostos                                    | Skatteverket                                             | Solna              |
| Agência Nacional dos Medicamentos                                | Läkemedelsverket                                         | Uppsala            |
| Agência Sueca de Cooperação para o Desenvolvimento Internacional | Styrelsen för Internationellt Utvecklingssamarbete, Sida | Estocolmo          |
| Agência Sueca do Ambiente                                        | Naturvårdsverket                                         | Estocolmo          |
| Arquivo Nacional Sueco                                           | Riksarkivet                                              | Estocolmo          |
| Autoridade de Supervisão Financeira (Suécia)                     | Finansinspektionen                                       | Estocolmo          |
| Autoridade Nacional da Igualdade de Género                       | Jämställdhetsmyndigheten                                 | Gotemburgo         |
| Agência Sueca de Contingências Civis                             | Myndigheten för samhällsskydd och beredskap              | Karlstad           |
| Autoridade Nacional das Pensões e Reformas                       | Premiepensionsmyndigheten                                | Estocolmo          |
| Autoridade Nacional da Saúde Pública                             | Folkhälsomyndigheten                                     | Solna e Östersund  |
| Banco Nacional Sueco                                             | Sveriges Riksbank                                        | Estocolmo          |
| Biblioteca Nacional da Suécia                                    | Kungliga biblioteket                                     | Estocolmo          |
| Conselho Nacional da Cultura                                     | Statens kulturråd                                        | Estocolmo          |
| Direção-Geral da Agricultura                                     | Jordbruksverket                                          | Jönköping          |
| Direção-Geral da Saúde e Segurança Social                        | Socialstyrelsen                                          | Estocolmo          |
| Direção-Geral das Alfândegas                                     | Tullverket                                               | Estocolmo          |
| Direção-Geral do Armamento e Equipamentos de Defesa              | Försvarets materielverk                                  | Estocolmo          |
| Direção-Geral do Património Imobiliário                          | Statens fastighetsverk                                   | Estocolmo          |
| Direção-Geral dos Impostos                                       | Skatteverket                                             | Solna              |
| Direção-Geral dos Transportes                                    | Transportstyrelsen                                       | Norrköping         |
| Empresa estatal de lojas de bebidas alcoólicas                   | Systembolaget                                            | Estocolmo          |
| Forças Armadas da Suécia                                         | Försvarsmakten                                           | Estocolmo          |
| Instituto Nacional de Estatística da Suécia                      | Statistiska centralbyrån                                 | Estocolmo e Örebro |
| Instituto Sueco de Meteorologia e Hidrologia                     | Sveriges meteorologiska och hydrologiska institut, SMHI  | Norrköping         |
| Parlamento Lapónio da Suécia                                     | Sametinget                                               | Kiruna             |
| Secretaria de Estado da Juventude                                | Ungdomsstyrelsen                                         | Estocolmo          |
| Serviço de Segurança                                             | Säkerhetspolisen                                         | Solna              |
| Suprema Corte da Suécia                                          | Högsta domstolen                                         | Estocolmo          |